# Відьмак (телесеріал, 2019)
«Відьмак» (англ. The Witcher) — фентезійний серіал, заснований на серії романів Анджея Сапковського «Відьмак», що початково планувався як повнометражний фільм.
Кінотеатральна прем'єра «з червоними килимками» відбулася 16 грудня 2019 року, а інтернет-реліз — 20 грудня того ж року. Прем'єра другого сезону відбулася 17 грудня 2021 року.
У вересні 2021 року був анонсований третій сезон. У жовтні 2022 року розпочалася робота над сценаріями четвертого та п'ятого сезонів.
Вихід приквелу серіалу Відьмак: Походження був запланований на 25 грудня 2022 року.
3 сезон (перші 5 епізодів) стартував на Netflix 29 червня 2023 року.

## Сюжет

### Перший сезон
Події відбуваються у вигаданих Північних королівствах, яким загрожує завоюванням імперія Нільфґаард. Ці держави населяють головним чином люди умовного пізнього середньовіччя, але також і різні фантастичні істоти, котрі тепер перебувають у скрутному становищі. В змішаному хронологічному порядку зображаються історії трьох головних персонажів: відьмака Ґеральта, що бореться за винагороду з чудовиськами, амбітної чарівниці Єннефер і юної принцеси Цірілли, що стала названою дочкою Ґеральта.
Відьмак Ґеральт володіє надзвичайною силою, витривалістю та довголіттям, здобутим внаслідок небезпечної підготовки. Відьмаків зумисне готують для боротьби з чудовиськами, проте їхня праця невдячна — відьмаків остерігаються та бояться, а також вони не можуть мати дітей. Ґеральт убиває княжну-втікачку Ренфрі, що стала розбійницею, через що отримує прізвисько «М'ясник з Блавикена». Згодом він звільняє від прокляття лицаря Йожа, давши йому возз'єднатися з донькою короля Рагнера — Паветтою. За це Ґеральт користується «правом несподіванки» — отримати те, що король має, але про це ще не знає. Цією несподіванкою стала ще ненароджена донька Паветти — Цірілла.
Негарну горбату дівчину Єннефер забирає в батьків чаклунка Тіссая для навчання в магічній школі Аретузи. Будучи напів-ельфою, Єннефер володіє здатністю чаклувати, проте погано володіє своїм даром. Зрештою це й рятує її, адже найсильніших учениць Тіссая перетворює на вугрів, аби живити магічне джерело. Решта ж віддаються для захисту шляхецьких сімей. Єннефер з допомогою друга-чарівника Істредда потай проходить обряд, яким набуває прекрасного вигляду, натомість втративши можливість мати дітей. Вона легко втирається в довіру до королівського двору Лірії, але їй не вдається врятувати королеву Каліс і її доньку від убивці.
Ґеральт зустрічає чарівника Стреґобора, від якого дізнається про близьке повернення богині Ліліт, яку приведуть шістдесят обраних дівчат. Відьмак розслідує родовід короля Фольтеста, розкриваючи, що чудовисько стриґа, що тероризує його землі — донька короля, зачата внаслідок інцесту. Ґеральт бере в компанію мандрівного барда Любистка та знайомиться з Єннефер, що оселилася осторонь. Чарівниця нерозсудливо вселяє в себе джинна аби повернути здатність завагітніти, чому стає на заваді Ґеральт. Він закохується в Єннефер і вирішує віддати їй на виховання Ціріллу.
Минає час і Нільфґаард починає наступ на Північні королівства, винищуючи всіх на шляху й піддаючи їх жорстоким стратам. Чарівник Мишовур стримує наступ, даючи Ціріллі час утекти. Дівчинка ховається в лісі, де знаходить сховок ельфів і знайомиться з ельфом Дарою. Пізніше вона покидає ліс у пошуках рідних і їй вдається розшукати Мишовура. Проте це виявляється перевертень, підісланий лицарем Нільфґаарду Кагиром. Він лишає Ціріллу зв'язаною замерзати, та її звільняє Дара.
Згодом Ґеральт натрапляє на біженців, у яких знаходить Ціріллу. Тим часом Нільфґаардці під проводом Кагира ідуть в наступ. У замку при Соддені чародії, включаючи Йеннефер, дають їм тривалий бій, але зрештою Нільфґаардці зазнають поразки.
Неповнолітня спадкоємиця престолу Цири пускається в бігу, коли дізнається про напад на її імперію. У якийсь момент долі цієї трійці перетнуться.

### Другий сезон
Ґеральт вирішує відвезти Ціріллу в колишню цитадель відьмаків Каер Морхен. Зі слів чаклунки Тіссаї він вирішує, що Єннефер загинула. Дорогою Ґеральт навідується до свого знайомого, проклятого ватажка розбійників Нівеллена, який розповідає легенду про Дикий гін. Тіссая допитує Кагира, щоб дізнатися про справжні плани Нільфґаардців, у яких вона знайшла прихисток. Єннефер у той час перебуває в полоні Нільфґаардців, Фрінгілла веде її з іншими полоненими в Цинтру, але на групу нападають ельфи. Єннефер опиняється у чарівниці Франчески, радник Філавандрель каже лишити полонянку живою. Єннефер і Фрінгілла виявляють, що бачать подібні сни, та розповідають про це Філавандрелю. Такі сни можуть означати здійснення пророцтва про відродження могутності ельфів, отож Франческа вирішує перевірити це. Всі троє бачать під час ритуалу богиню Безсмертну матір. Фрінгілла приєднується до Франчески, щоб утворити ельфійсько-Нільфґаардський союз; Єннефер проти цього та намагається втекти крізь магічний портал, але виявляє, що втратила чаклунські сили. Безсмертна матір потім неодноразово просить прикликати її.
У Каер Морхені Ґеральт дізнається, що чудовисько лєший заразило одного з відьмаків. Розуміючи, що Каер Морхен в небезпеці, Ґеральт погоджується навчати Цірі бою. Відьмак Весемир досліджує останки лєшого та відкриває, що Цірі можливо успадкувала Старшу кров, що дає надію створити нове покоління відьмаків. Ґеральт зустрічає небачене досі чудовисько та береться розслідувати звідки воно взялося. Чаклунка Трісс прибуває в Каер Морхен і встановлює, що істота пов'язана з Монолітами, які з'явилися під час злиття світів, що колись породило світ Відьмака. Цірі зізнається, що незрозумілим чином повалила один Моноліт, коли тікала від Нільфґаардців. Трісс дає в допомогу Ґеральту дослідника Монолітів Істредда. Дорогою Ґеральт припускає, що Моноліти — це не наслідок злиття світів, а причина.
Братство чародіїв підозрює Єннефер у шпигунстві на користь Нільфґаарду, тому наказує їй стратити Кагира, щоб довести свою вірність. Але вона натомість тікає разом з ним до міста Оксенфурт, де відбувається погроми проти ельфів. Шпигуни Сигізмунд Дейкстра і Філіппа Ейлхарт планують захоплення Цинтри. Вони вербують ув'язненого ельфа Дару як інформатора. Тим часом Єннефер і Кагир сподіваються відплисти в Цинтру з ельфами, яких Любисток допомагає таємно переправити. Проте Любистка в результаті схоплює маг Рієнс і допитує про розташування Ґеральта. Любистка визволяє чарівниця Лідія, що шукає Цірі. Єннефер після чергових вагань викликає Безсмертну матір і отримує завдання доставити Цірі до місця за межами Цинтри.
Цірі погоджується використати свою кров для створення нових відьмаків, але за умови, що стане першою з них. Ґеральт не дає виконати перетворення, вважаючи, що це надто небезпечно. Трісс цікавиться Цірі та розуміє, що носійка Старшої крові принесе величезні руйнування і спинити це неможливо. Коли Ґеральт вивозить Цірі з Каер Морхену, на них нападає істота чорнобог, кінь Ґеральта гине. Вони вирішують спинитися в храмі, де, як думає Ґеральт, Цірі навчиться керувати своїми силами. В той час Весемир і Трісс потрапляють у засідку Рієнса, який краде мутагени, зроблені з крові Цірі, потрібні для створення відьмаків.
Ґеральт і Цірі зустрічають Єннефер у храмі. Вона застерігає про небезпеку для Любистка та Цірі. Рієнс знаходить Цірі, тоді Єннефер вчить її як відкрити портал і втекти. Трісс потім розповідає Тіссаї про Старшу кров Цірі. Ґеральт розуміє, що Єннефер перебуває в союзі з Безсмертною матір'ю, котра насправді не богиня, а демониця Волет Меїр, що харчується болем. Франческа ж успішно народжує першого за багато років чистокровного ельфа. Натхненні цим, ельфи, що були на службі в Нільфґаарду, відвертаються від вимушених союзників.
Єннефер продовжує навчати Цірі, та читає її думки і випадково дізнається про її зраду. Ненавмисне Цірі створює спалах, який привертає увагу Нільфґаардців. Проте Ґеральт з кількома товаришами встигає прибути на допомогу. Тоді ж Франческа виявляє, що її дитина вбита. Підживлена її болем, Волет Меїр отримує достатньо сил, щоб звільнитися, та вселяється в Цірі. Одержима нею, Цірі вбиває відьмаків у Каер Морхемі та активовує Моноліти. Єннефер погоджується прийняти Волет Меїр у себе, щоб звільнити Цірі. Тоді Цірі переносить Єннефер до світу демониці, проте її та Ґеральта затягує туди ж. Волет Меїр покидає тіло Йеннефер. Наближається Дикий гін, чий командувач каже до Цірі приєднатися. Об'єднавши зусилля, Цірі, Ґеральт і Єннефер повертаються в Каер Морхен. Єннефер виявляє, що тепер її чаклунські сили повернулися.
Франческа, винячи людей у смерті дитини, організовує вбивство людських дітей. Але дізнавшись про Цірі, Франческа вважає, що її Старша кров ще може врятувати ельфів від виродження. Братство чародіїв планує розшукати Цірі та вбити, зазначаючи про підготовку Нільфґаарду до нової війни. Рієнс потім розповідає комусь у шинку, що ситуація на континенті дуже вигідна. Ґеральт міркує про те, що за допомогою Цірі мешканці різних світів можуть повернутися додому. Її справжній батько, Нільфґаардський імператор Емгир (якого неодноразово згадували під іменем Біле Полум'я), прибуває в Цинтру та повідомляє, що це він убив дитину Франчески аби знайти дочку.

### Третій сезон
Покинувши Каер Морхен, Ґеральт, Єннефер і Цірі тікають від мисливців за головами. Цірі продовжує навчання бою та магії і отримує видіння. Через пів року вони ненадовго знаходять прихисток у Ярпена Зігріна. Франческа і партизани Скоятелі шукають Цірі. Король Весемир доручає своєму братові Радовіду схопити Цірі, щоб одружитися з нею. Ґеральт і Любисток шукають Рієнса. Ґеральт прибуває до замку, де рятує дівчину-напівельфа від чудовиська та дізнається, що вона вдає із себе Цірі. Ґеральт і Любисток приводять дівчину до своєї подруги друга-друїдки Аніки та її помічника-перевертня Отто Дуссарта.
Фрінгілла імітує власну смерть при дворі імператора Емгира. Цірі зустрічається з Тіссаєю, щоб обговорити, як чарівники можуть запобігти майбутньому конфлікту між північними королівствами та Братством чародіїв. Емгир доручає Кагиру довести свою відданість, убивши командувача Галлатина та Франческу. Діставшись до Франчески та скоятелів, Кагир переконує її об'єднати зусилля у пошуках Цірі.
Тим часом Трісс та Істредд, колишній коханець Єннефер, розслідують зникнення учнів у Аретузі та природу монолітів. Вони роблять висновок про причетність до цього чарівника Стрегобора.
Коли Цірі уникає примарних вершників, які хочуть, щоб вона приєдналася до них, її рятує Ґеральт. В Аретузі Єннефер переконує Братство чародіїв провести конклав для магів, щоб зміцнити єдність Півночі проти Нільфґаарду. Після замаху на Єннефер Братство організовує конклав.
Філіппа та група магів заарештовують магів-зрадників на чолі з Вільгефорцем, який працював на Нільфґаард. Але Тіссая, не повіривши звинуваченню, звільняє їх. Ґеральт, Цірі та Єннефер возз'єднуються та разом вбивають Рієнса, але невдовзі розлучаються, оскільки Єннефер вирішує приєднатися до битви проти Нільфґаарду, що залишає Аретузу в руїнах і забирає багато життів з обох сторін. Тіссая застосовує руйнівне закляття, що позбавляє і її саму сил, а Стрегобор жертвує собою, рятуючи останніх магів, коли Ґеральта та Цірі рятує Кагир. Ворожий чародій Вільгефорц перемагає Ґеральта, але не добиває, почавши гонитву за Цірі. У Тор-Ларі, перед тим, як Вільгефорц зможе її захопити, Цірі використовує силу нестабільного моноліта, щоб спричинити вибух.
Пораненого Ґеральта доглядають дріади. В той час Цірі опиняється в пустелі Корат, де зустрічає єдинорога та відкриває в собі силу магії вогню, після чого її схоплюють найманці. Любисток відвідує Брокілон і дізнається, що ліс став притулком для людей, які рятуються від війни між Північними королівствами та Нільфґаардом. Коли він знаходить Ґеральта, то повідомляє йому чутки, що Цірі перебуває на шляху до Нільфґарду.
У пошуках Цірі Єннефер та її колеги-чарівниці здійснюють набіг на фортецю Вільгефорца Вуїльпан, але знаходять її покинутою. Повернувшись в Аретузу, охоплена почуттям провини Тіссая вчиняє самогубство. У Реданії король Весемир наказує вбити Філіппу, а Філіппа організовує вбивство Весемира, коронуючи Радовида новим королем. Єннефер знаходить і зцілює Ґеральта, який збирає загін для порятунку Цірі. Пізніше Емгир вітає Цірі при нільфґаардському дворі, але це виявляється самозванка. Перебуваючи в полоні у мисливців за головами, справжню Цірі рятує група бандитів, і вона приєднується до них, назвавшись «Фалка».

## Акторський склад
- Генрі Кавілл — Ґеральт із Рівії;
- Фрейя Аллан — Цірілла;
- Аня Чалотра — Єннефер;
- Джоді Мей — Каланте;

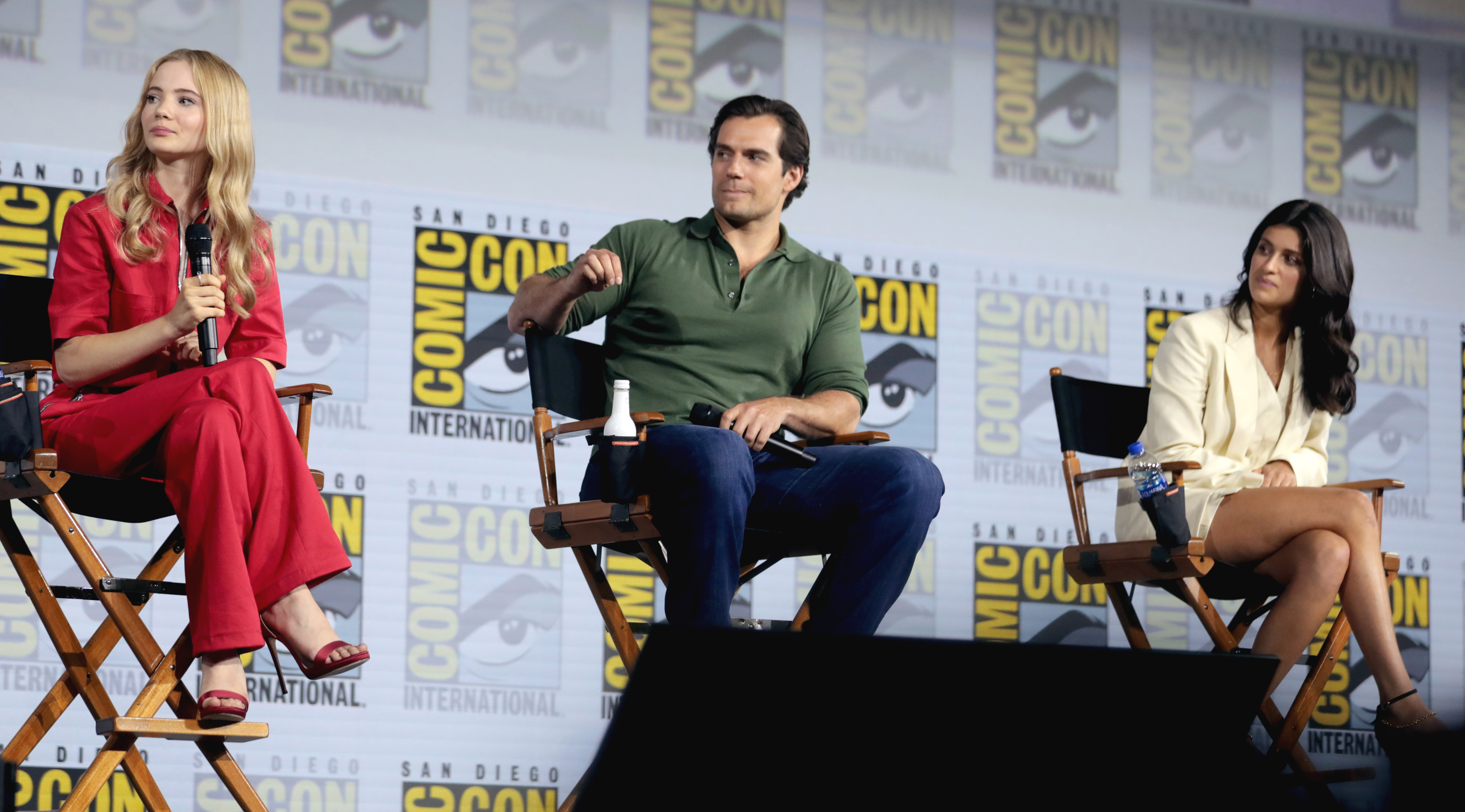
Фрейя Аллан, Генрі Кавілл і Аня Чалотра

- Бйорн Глюнур Гаральдссон — Ейст Турсеах;
- Адам Леві — Мишовур;
- Емма Епплтон — Ренфрі;
- Міанна Берінг — Тіссая де Вріс;
- Мімі Ндівені — Фрінгілла;
- Махеш Джаду — Вільгефорц;
- Теріка Вільсон-Рід — Сабріна;[16]
- Імон Феррен — Кагір;
- Джої Беті — Яскір (в адаптації студій «НеЗупиняйПродакшн» і «Postmodern» — Любисток);
- Ларс Міккельсен — Стрегобор;
- Ройс Пірресон — Істред;
- Мацей Мусял — сір Ласло;
- Вільсон Раджу-Пухальте — Дара;
- Анна Шаффер — Трісс.
- Ребекка Бенсон — Марилька;
- Шейн Еттвулл — Ногорн;
- Люк Ніл — Вир;
- Меттью Ніл — Німир;
- Тобі Бамтефа — Данек;
- Санні Серкіс — Мартин;
- Родерік Гілл — Флетчер;
- Інге Бекман — Арідея;
- Шарлотт О'Лірі — Тіффанія;
- Наташа Кулзак — Торувієль;
- Аміт Шах — Торкве;
- Том Кентон — Філавандрел[17];
- Барт Едвардс — Йож (Дані);
- Гая Мондадорі — Паветта

## Український дубляж
Серіал дубльовано студією «Postmodern» на замовлення компанії «Netflix» у 2021—2023 роках.
- Перекладачі — Федір Сидорук (сезони 1-2), Олексій Кондратюк (сезон 3)
- Перекладач пісень — Андрій Желуденко
- Спеціаліст з адаптації — Раїса Смірнова (сезон 3)
- Режисер дубляжу — Людмила Петриченко
- Звукооператори — Наталія Литвин (1 сезон), Андрій Славинський (2 сезон), Олександр Кривовяз (сезон 3) Дмитро Колубань (сезон 3)
- Звукорежисер перезапису і спеціаліст зі зведення звуку — Андрій Желуденко (сезони 1-2), Олександр Кривовяз (сезон 3)
- Музичний редактор — Тетяна Піроженко
- Менеджери проєкту — Ольга Нагієвич (сезони 1-2), Юлія Зинич (сезон 3)

Ролі дублювали:
- Дмитро Гаврилов — Ґеральт із Рівії
- Павло Скороходько — Любисток
- Марія Яценко — Єннефер
- Катерина Манузіна — Цірілла (сезони 1-2)
- Анастасія Павленко — Цірілла (сезон 3)
- Олександр Погребняк — Кагір
- Ольга Радчук — Королева Каланте
- Олена Борозенець — Ренфрі
- Андрій Мостренко — Король Ейст
- Людмила Петриченко — Тіссая
- Олександр Ігнатуша — Стреґобор, Кодрінґер
- Світлана Шекера — Фрінґілла
- Юрій Сосков — Істредд
- Руслан Драпалюк — Дара
- Дмитро Терещук — Філавандрель
- Наталія Романько — Трісс
- Олег Лепенець — Лорд Остріт
- Максим Кондратюк — Король Фольтест
- Марина Локтіонова — Принцеса Паветта
- Євген Пашин — Борх, Весемір
- Роман Чорний — Вільґефорц
- Анна Дончик — Вісенна
- Роман Семисал — Нівеллен
- Катерина Брайковська — Верена, Даніка, Лідія
- Михайло Кришталь — Арторій
- Ольга Гриськова — Франческа (сезони 1-2)
- Юлія Перенчук — Франческа (сезон 3)
- Петро Сова — Ламберт
- В'ячеслав Скорик — Ескель
- Дмитро Рассказов — Коен
- Вероніка Лук'яненко — Віолетта
- Наталя Надірадзе — Ітлінне
- Роман Молодій — Емгир
- Дмитро Грицай — Ґейдж
- Людмила Суслова — Волет Мейр
- Оксана Гринько — Сабріна
- Роман Солошенко — Гейк
- Олександр Завальський — Дійкстра
- Іван Розін — Рієнс
- Олена Узлюк — Персик, Фенн
- Наталія Ярошенко — Неннеке
- Євгеній Лісничий — Ярре
- Андрій Альохін — Ярпен
- Антоніна Якушева — Філіппа
- Віталій Ізмалков — Радовід
- В'ячеслав Хостікоєв — Візімір
- Дмитро Сова — Галлатін
- Юлія Шаповал — Єва
- Михайло Войчук — Арторій

- А також: Аліна Проценко, Аліса Балан, Павло Голов, В'ячеслав Дудко, Тимур Асланов, В'ячеслав Хостікоєв, Сергій Кияшко, Анастасія Павленко, Володимир Трач, Сергій Юрченко, Ілля Локтіонов, Катерина Наземцева, Андрій Соболєв, Юрій Кухаренко, Єлизавета Мастаєва, Анна Павленко, Анастасія Назарова, Тамара Антропова, Дмитро Тварковський, Олександр Бондар, Вікторія Бакун, Еліна Сукач, Євген Анишко, Валентина Скорнякова, Маргарита Мелешко

## Сезони
| Сезон | Епізоди | Епізоди | Оригінальний показ | Оригінальний показ |
| Сезон | Епізоди | Епізоди | Перший показ       | Останній показ     |
| ----- | ------- | ------- | ------------------ | ------------------ |
| 1     | 8       | 8       | 20 грудня 2019     | 20 грудня 2019     |
| 2     | 8       | 8       | 17 грудня 2021     | 17 грудня 2021     |
| 3     | 8       | 8       | 29 червня 2023     | 27 липня 2023      |

## Історія створення
Від початку над проєктом працюють американська компанія The Sean Daniel Company та польська компанія Platige Films, яка раніше вже отримала досвід роботи з цим сетингом, створивши вступний ролик до відеогри «Відьмак 3».

### Фільм
У пресрелізі фільму було оголошено, що головним героєм стане Ґеральт із Рівії, проте це буде не пряма адаптація якогось з романів чи певної комп'ютерної гри, а наслідування мотивів оповідань «Відьмак» та «Менше зло» зі збірки «Останнє бажання».
Режисером фільму мав стати оскарівський номінант 2002 року Томаш Багінський, а сценаристкою — Таня Сент-Джон. Зайнятися музикою до стрічки висловлював бажання ізраїльський композитор Міша Сегал.
Зйомки планувалися в Польщі, зокрема у Бещадах та Підляшші. Також розглядалася можливість зйомок в Україні або Білорусі.

### Серіал

#### Перший сезон
Після того, як «Netflix» взялася співпродюсувати фільм, його перепрофілювали на серіал.
Творчим консультантом серіалу став автор першотвору Анджей Сапковський . Шоуранеркою та виконавчою продюсеркою телесеріалу є Лорен Шмідт-Гісріх. Відьмака Ґеральта зіграв Генрі Кавілл.
Чотири епізоди поставив Алік Сахаров, ще по дві серії зняли режисери Алекс Гарсія Лопез та Шарлотта Брандстрем. Всього у першому сезоні планувалося 8 серій.
Зйомки мали початись в кінці 2018 року та проходити у Центральній Європі, зокрема в Угорщині та Словаччині, а також у Південній Африці. 7 листопада почалися зйомки в Будапешті.
Британський актор Генрі Кевілл отримав не більше 400 тисяч доларів за один епізод першого сезону серіалу «Відьмак».

##### Перший тизер
Перший тизер серіалу показаний 19 липня 2019 року. На його основі журналісти порталу CBR визначили оповідання Анджея Сапковського про Ґеральта, які могли увійти до серіалу. У трейлері вгадуються сцени «Відьмака» та «Меншого зла» зі збірки «Останнє бажання» (зняття чар зі стриґи — померлої дочки короля Фольтеста та протистояння Ґеральта банді принцеси Ренфрі з Крейдена), а також сцени, пов'язані з юною Цірі (оповідання «Меч призначення»), та сцени, згадані Сапковським побіжно і не описані докладно. Наприклад, показано минуле однієї з головних героїнь, чаклунки Єннефер, де вона постає горбатою.

#### Другий сезон
Робота над другим сезоном серіалу почалася наприкінці 2019 року, ще до прем'єри першого сезону. Датою прем'єри є 17 грудня 2021 року.

#### Третій сезон
Робота над третім сезоном серіалу почалася восени 2020 року. Датою прем'єри є 29 червня 2023 року.

## Оцінки й відгуки
На агрегаторі Rotten Tomatoes 1-й сезон серіалу зібрав 68 % позитивних рецензій від критиків і 91 % від пересічних глядачів. Для 2-го сезону це відповідно 94 % від критиків і 61 % від решти глядачів.
Браян Лоурі для CNN відгукнувся, що «Відьмак» чесно зайняв своє місце серед стримінгових серіалів, попри те, що сюжет розгортається нерівно, а очікування глядачів можуть бути обмануті. «Netflix визнав серіал успішним, що досить важливо після його гучних провалів з іншими дорогими науково-фантастичними/фентезійними ставками цього року, включаючи „Ковбой Бібоп“ і „Спадщина Юпітера“, жоден з яких не отримав другого сезону. Нещодавній натиск великих потокових серіалів з літературною основою (серед них „Колесо часу“ та „Фундація“) підживив неминучі спекуляції щодо пошуків чергової „Гри престолів“, які не є вельми справедливі. З мечем у руках Ґеральт і компанія вибороли власну нішу».
Роксана Гададі з «Vulture» підкреслила, що серіал найцікавіший у стосунках між Ґеральтом, Єннефер і Цірі, а також у дослідженні того, як породжуються чудовиська. Та він прагне використати більше фантастичних тропів, ніж може подужати, а надмір сюжетних ліній розсіює увагу глядачів. Серіал у результаті надто громіздкий, особливо для тих, хто не знайомі з книжковим першоджерелом. «Для глядачів, які не знають про зовнішній світ Відьмака, введення в серіал персонажів і місць з невеликою преамбулою, а також повторюване використання певних термінів і фраз без особливих пояснень є тривожним каменем спотикання. („Біле полум'я“ це в буквальному чи переносному сенсі?» — це питання, яке ви можете задати не раз)".
На думку Енджі Ган із «The Hollywood Reporter», «„Відьмак“ не особливо намагається розібратися в найтемніших куточках людського досвіду. Він надто кумедний, створюючи круті відеоігри або представляючи нові види дорогих монстрів-спецефектів, щоб сприймати себе вельми серйозно. Але є щось зворушливо людське в тому, що Ґеральт захищає дитину, яка дивиться на нього, екзистенційна криза Єннефер після серйозного удару по її самоідентичності або боротьба ельфів за створення майбутнього у світі, який ворожий до них. І хто у 2021 році не зможе поспівчувати страху перед наближенням загибелі, який пронизує майже кожну сюжетну лінію?». На думку Енджі Ган, другий сезон робить провідною темою батьківство, особливо на лінії Весемир — Ґеральт — Цірі, і це значно цікавіше, ніж боротьба з черговим «чудовиськом тижня» та спроби нагадувати «Гру престолів».
Як писала Лейт Батлер у «Time», порівняно з першим сезоном, другий помітно доречніше використовує гумор і сексуальні сцени, Ґеральт має виразніший стоїчний характер, якість гри акторів зросла, а серіал в цілому наважується підіймати серйозніші теми. «Шоу досягло найбажанішого стану душі глядачів, принаймні для мене: я хочу знати, що станеться з цими персонажами далі. І це найкраще, на що може сподіватися будь-який оповідач».
Продажі відеогри The Witcher 3: Wild Hunt у грудні 2019 року завдяки інтересу до серіалу зросли на 554 %, порівняно з груднем 2018.